# 국제석유개발제석
국제석유개발제석 주식회사(일본어: 国際石油開発帝石株式会社, 영어: INPEX Corporation)는 도쿄도 미나토구 아카사카에 본사를 두고 있는 일본의 광업 회사이다.
약칭으론 ‘INPEX’(인펙스).

## 개요
국제석유개발과 데이코쿠 석유의 경영 통합에 의해서 2006년에 발족한 국제석유제석 홀딩스(国際石油帝石ホールディングス)가 전신으로, 2008년에 양대 회사인 국제석유개발·데이코쿠 석유를 합병, 현재의 회사명으로 변경했다.
에너지의 안정 확보 면에서 유일하게 황금주를 발행하면서도 도쿄 증권거래소에 상장됐고 필두 주주는 일본 정부이다. 본사는 도쿄도 미나토구 아카사카에 위치한 아카사카 비즈 타워에 있다.

## 주주
주요 주주는 경제산업대신과 석유자원개발 주식회사이다. 국제석유개발은 국책 회사로서 설립됐기 때문에 석유 공단이 보통주 36.06%와 황금주(1주에서도 거부권을 보유)를 보유하고 있었다. 석유 공단이 2005년 4월 1일에 해체되면서 경제산업대신이 주식을 물려받았다.

## 연혁
- 2005년 11월 5일: 국제석유개발과 데이코쿠 석유가 경영 통합을 발표함.
- 2006년 4월 3일: 양대 회사의 주식 이전에 의해서 국제석유개발제석 홀딩스 주식회사(国際石油開発帝石ホールディングス株式会社)를 설립함, 본사는 도쿄 도 시부야구 에비스 4가.
- 2008년 10월 1일: 회사명을 국제석유개발제석 주식회사로 변경, 국제석유개발과 데이코쿠 석유를 합병, 본사를 미나토 구 아카사카 5가로 이전.
- 2012년 1월 13일: 호주 이치스 LNG 프로젝트의 최종 투자 결정을 발표.